# Levensweg
Levensweg is een bordspel, voor 2 tot 6 spelers. Het is geschikt vanaf een leeftijd van 8 jaar, en is uitgegeven door Milton Bradley (MB, tegenwoordig onderdeel van Hasbro). Het spel probeert een mensenleven te simuleren, waarbij men zo rijk mogelijk moet worden.

## Spelregels
Het spel lijkt wel wat op ganzenbord. Iedere speler krijgt een plastic autootje met daarin een blauw of roze staafje dat de speler (m/v) symboliseert. Ook krijgt iedere speler een "autoverzekering" en € 500 als startbedrag. Iedere speler draait om de beurt aan een "rad van fortuin", genaamd de draaischijf, dat cijfers van 1 tot 10 bevat. Het cijfer dat wordt gedraaid is het aantal vakjes dat de speler vooruit mag. Er bestaat ook een elektronische versie van Levensweg waarbij de draaischijf is vervangen door een "lifepod" en het speelgeld door een creditcard. De meeste vakjes bevatten aanwijzingen die de speler alleen hoeft op te volgen als hij op het vakje landt, maar soms moet de speler ergens stoppen (bij de vakjes "Ga trouwen" en "Pensioen"). De rode of groene "salaris"-vakken betekenen dat de speler zijn salaris krijgt, ook als hij er voorbij gaat zonder erop te landen. De vakjes symboliseren financiële mee- of tegenvallers in het leven. Zo kan de speler terechtkomen op "U ontvangt een verlaat huwelijksgeschenk van 80.000 euro", maar ook op "U wordt gechanteerd. Betaal 10.000 euro." Het pad splitst zich, waarbij de speler kan kiezen welke richting hij of zij opgaan; dit staat voor de keuzes die men in het leven maakt.

## Verloop van het spel
Ieder leven start met school, en dat geldt ook voor het leven van levensweg. De speler kan kiezen een opleiding te volgen of meteen aan het werk te gaan. In het laatste geval zal het salaris (slechts) 5000 euro bedragen maar zal dit later 12.000 worden. Bij het kiezen van de universiteit kan men salarissen van 6000 tot 20.000 euro krijgen (afhankelijk van het vakje waar men op landt), maar die worden later niet verhoogd. Bij ieder rood of groen vakje met de tekst "Uitbetalingsdag salaris" krijgt de speler salaris, dus de baankeus heeft grote invloed. Maar men kan ook een verzekering afsluiten, of een aandeel of statussymbolen kopen als men op het juiste vakje landt. Met verzekeringen kan worden voorkomen dat men moet betalen als men op "schadevakjes" terechtkomt, zoals bv. autopech of brandschade en met aandelen kan men "speculeren" als men op een speculatievakje terechtkomt. Wanneer iemand niet meer kan betalen, kan hij schulden aangaan, maar dan moet hij wel rente betalen. Ook kan men kinderen krijgen. Dit levert 1000 euro van iedere medespeler op. Op een gegeven moment komt men aan bij het landhuis of de miljonairsvilla en kan men rentenieren terwijl men op de andere spelers wacht. Als de laatste is binnengekomen, wordt het geld geteld, en wie het meest heeft is de winnaar.